# Caroline von Pichler
Pour les articles homonymes, voir Pichler.
Caroline von Pichler, née Greiner le 7 septembre 1769 à Vienne, morte le 9 juillet 1843 à Vienne également, était une romancière nationaliste autrichienne.

## Biographie
Née Caroline von Greiner en 1769, fille du Hofrat (conseiller à la cour) Franz von Greiner, Karoline reçoit une éducation de qualité : ainsi, le poète Lorenz Leopold Haschka (de) lui enseigne la littérature et les langues, et en musique, Wolfgang Amadeus Mozart et Haydn lui donnent des leçons de piano et de chant. Elle épouse, en 1796, Andreas Pichler, un fonctionnaire gouvernemental. Pendant de nombreuses années son salon fut le centre de la vie littéraire dans la capitale autrichienne, où elle meurt en 1843.
En 1782, elle publie son premier poème. Ses premières œuvres montrent un certain talent. Mais elle est surtout connue pour ses romans historiques, et le premier de ses romans de cette catégorie, Agathoclès (1808), une réponse à l'attaque d'Edward Gibbon sur ce héros dans son History of the Decline and Fall of the Roman Empire (Histoire de la décadence et de la chute de l'Empire romain), atteint une grande popularité. Parmi ses autres romans il faut mentionner Die Belagerung Wiens (Le Siège de Vienne, 1824) ; Die Schweden in Prag (Les Suédois dans Prague, 1827) ; Die Wiedereroberung Wiens (La Reconquête de Vienne, 1829) et Henriette von England (Henriette d'Angleterre, 1832). Elle a aussi écrit des pièces de théâtre jouées au Burgtheater. Sa dernière œuvre fut Zeitbilder (Images du temps, 1840).

## Note et référence
1. 1 2 3 4 5  Eva Kammler, « Pichler, Caroline (née von Greiner) [Vienne 1769 - Id. 1843] », dans Béatrice Didier, Antoinette Fouque et Mireille Calle-Gruber (dir.), Dictionnaire universel des créatrices, Éditions Des femmes, 2013, p. 3444
2. 1 2  (de) « Pichler, Caroline (Karoline), geboren(e) von Greiner », sur Deutsche Biographie